# 1re brigade logistique
Pour les articles homonymes, voir 1re brigade.
La 1re brigade logistique est une ancienne unité de l'Armée de terre. 
Créée le 1er juillet 1998, elle était l'héritière de la brigade logistique de la force d'action rapide. Elle est dissoute le 30 juin 2016.
Une brigade logistique (BLOG) est reconstituée le 24 avril 2024.

## Historique
Dans le cadre du plan de réforme « Au contact » de l’armée de terre, la 1re brigade logistique a été dissoute depuis le 30 juin 2016. Son état-major a été remplacé par le poste de commandement de force logistique (PCFL) rattaché, comme les anciennes unités de la brigade, au commandement de la logistique des forces (COM LOG). Basée à Montlhéry, elle était l’héritière des traditions et des savoir-faire de la brigade logistique de la force d’action rapide – qui s’est illustrée de 1984 à 1998 sur des théâtres d’opérations divers – de la brigade logistique du 3e corps d’armée – créée en 1979 à Beauvais –, et des 1re et 2e brigades logistiques du commandement de la force logistique terrestre (CFLT), créées le 1er juillet 1998. La 1re brigade logistique était subordonnée au commandement des forces terrestres (CFT) stationné à Lille.
Elle regroupait notamment la majorité des unités du train de l'armée de terre française (à l'exception du 1er régiment du train parachutiste de Cugnaux qui appartient à la 11e brigade parachutiste).
La réorganisation de l'Armée de terre en 2024 voit la reconstitution d'une brigade logistique à partir du poste de commandement de force logistique. Toujours installée à Monthléry, elle compte huit régiments et un centre de formation initiale.

## Insigne
Le pélican symbole de la logistique, les couleurs (bleu et blanc) héritage de la BL FAR., le globe terrestre symbolisant les théâtres d'opérations.

## Missions
La raison d'être de la 1re brigade logistique est de garantir une capacité d'engagement pour assurer le soutien des forces dans la durée. Sa mission est d’assurer en permanence le soutien logistique des forces en opération extérieure mais aussi dans le cadre des projections intérieures et des grands exercices. Grande unité plurifonctionnelle, interarmes et inter services, la 1re brigade logistique assure le ravitaillement, le transport, le soutien de l’homme, l’appui à la mobilité et le soutien santé au profit des unités des forces terrestres.
La 1re brigade logistique est composée de 8 formations, réparties sur l'ensemble du territoire national et représentant 10 000 militaires (d'active et de réserve) et civils. C'est la plus grosse brigade de l'armée de terre. En permanence, 1 200 militaires de la brigade assurent le soutien des forces sur l'ensemble des théâtres d'opérations extérieurs, sur les DOM-COM et dans tous les pays où l'armée française est engagée.

## Composition

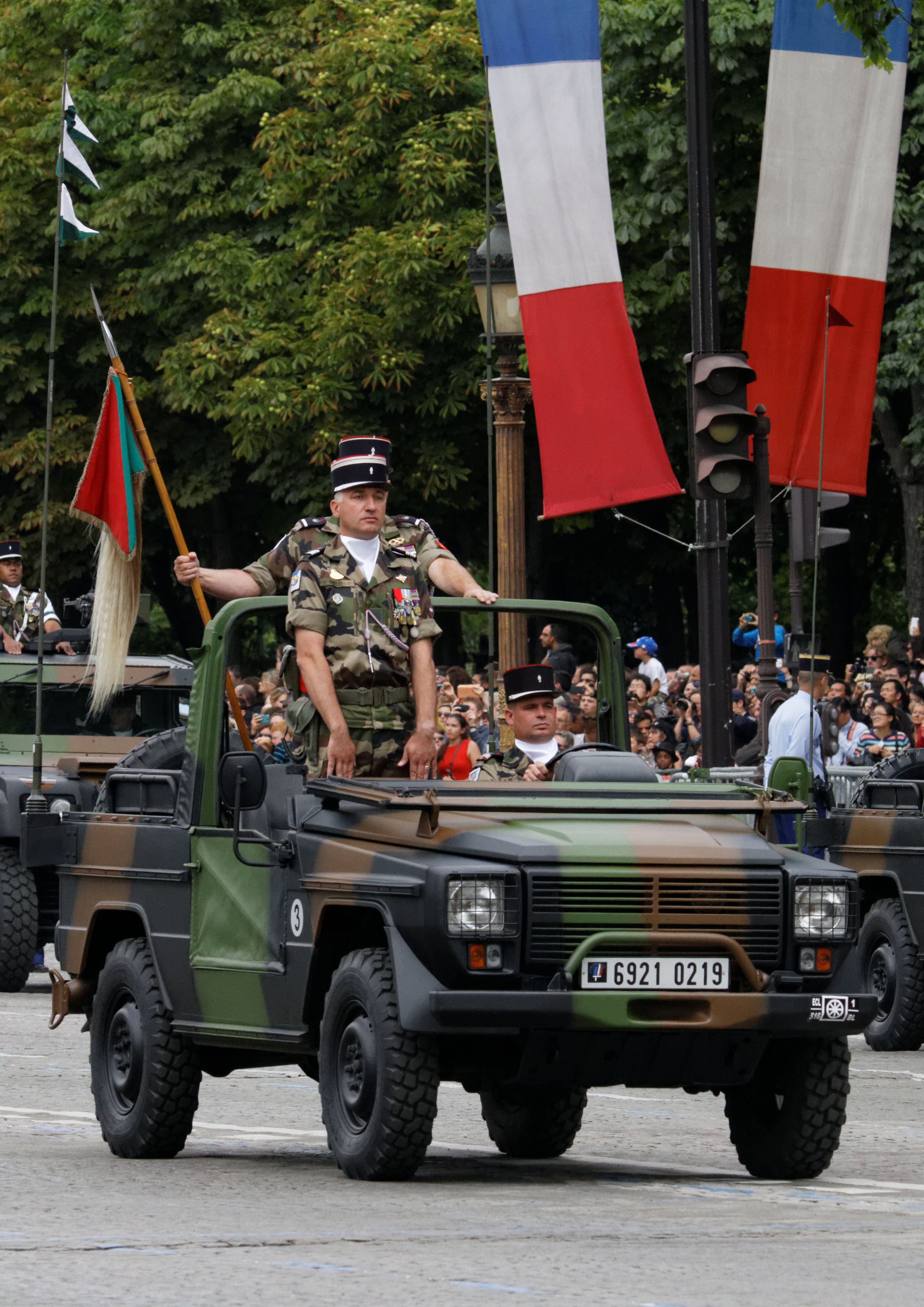
P4 porte-fanion lors du Défilé militaire du 14 Juillet.

Elle se composait des unités suivantes :
- Commandement et état-major de la brigade logistique de Montlhéry
- 121e Régiment du Train de Montlhéry
- 503e Régiment du Train de Nîmes
- 511e Régiment du Train d'Auxonne
- 515e Régiment du Train d'Angoulème
- 516e Régiment du Train de Toul
- 519e Groupe de Transit Maritime de Toulon (Rattaché à la 1re BL au titre de sa préparation opérationnelle)
- Régiment de soutien du combattant de Toulouse
- Régiment médical de La Valbonne
- 24e Régiment d'Infanterie de Paris (Bataillon de réserve Ile-de-France)

## Généraux ayant commandé la brigade
- Août 2009 - Juillet 2011 : général de brigade Bertrand-Louis Pflimlin.
- Août 2011 - Juillet 2013 : général de brigade Jean-Luc Jacquement.
- Août 2013 - juillet 2015 : général de brigade Jean-Marc Bacquet.
- Août 2015 - juillet 2016 : général de brigade Philippe Gueguen.